# Quai de la Sinn
Le quai de la Sinn, est une voie de circulation de la ville de Colmar, en France.

## Situation et accès
Cette voie de circulation, d'une longueur de 85 m, se trouve dans le quartier centre.
On y accède par les rues des Unterlinden, du Rempart, Kléber, des Clefs, des Têtes, les places des Martyrs-de-la-Résistance et des Unterlinden.
Cette voie n'est pas desservie par les bus de la TRACE.

## Origine du nom
La voie tient son nom de la rivière Sinnbach qui y passe.